# قلعة الروضة (عمان)
 قلعة الروضة  يقع في ولاية المضيبي بسلطنة عمان.
تقع القلعة بولاية المضيبي ببلدة الروضة فوق قمة جبل وقد قام ببنائها سليم بن عمران بن عزيز الجابري في عهد الإمام سلطان بن سيف بن مالك اليعربي و تتكون القلعة من ثلاثة ادوار وتضم مجموعة من الغرف وبها برجين استخداما لغرض المراقبة و الحراسة.